# Gwiazda typu FU Orionis
Gwiazdy typu FU Orionis – klasa gwiazd zmiennych na wczesnym etapie ewolucyjnym, przed ciągiem głównym. Gwiazdy te wykazują olbrzymie pojaśnienia, o kilka magnitudo, typowo w skali około 1 roku, przy czym zmieniają również swój typ widmowy. Tego typu rozbłysk może trwać kilkadziesiąt lat.
Prototypem klasy jest gwiazda zmienna FU Orionis w gwiazdozbiorze Oriona, która w 1937 roku pojaśniała optycznie z 15 do 9 wielkości gwiazdowej. W 1970 roku odkryto podobną gwiazdę tego typu, V1057 Cygni, 11 wielkości gwiazdowej, a od tamtej pory jeszcze kilka dalszych przykładów.
Prawdopodobnie pojaśnienie gwiazdy wiąże się ze wzmożonym tempem akrecji materii na młodą protogwiazdę typu T Tauri. Gwiazdy te mogą przechodzić rozbłyski cyklicznie, kilka-kilkanaście razy w ciągu tej fazy życia, zanim osiągną ciąg główny. Zbierają w ten sposób nawet do 50 procent swej ostatecznej masy.